# Stephan Bauer (Nationalökonom)
Stephan Bauer (* 20. Mai 1865 in Wien; † 15. November 1934 in Basel) war ein Schweizer Nationalökonom, Hochschullehrer und Professor für Nationalökonomie an der Universität Basel.

## Leben
Stephan Bauer war der Sohn des österreichischen Großkaufmanns Karl Bauer und seiner Frau Frederike, geborene Popper. Er studierte von 1883 bis 1889 Staatswissenschaften an der Universität Wien. Das Studium beendete er als Dr. jur. Während eines Aufenthalts in Paris in den Jahren 1889 und 1890 entdeckte er das Original der Schrift Tableau économique von Francois Quesnay. 1890 war er in London und befasste sich mit ökonomischen Fragen, die sich auch auf Arbeiten von Karl Marx bezogen. Das führte zu einem Briefwechsel mit Friedrich Engels, der ihm gegenüber 1895 die Vorbereitung eines 4. Bandes des Kapitals andeutete, der die „Geschichte der Politischen Ökonomie“ und „Theorien über den Mehrwert“ beschreiben sollte. Von 1892 bis 1899 war Bauer als statistischer Referent Sekretär der Handels- und Gewerbekammer Brünn. 1893 wurde er Privatdozent an der Technischen Hochschule Brünn. 1899 erhielt er einen Lehrauftrag in Chicago und wurde im selben Jahr außerordentlicher Professor für Nationalökonomie an der Universität Basel, ab 1921 war er hauptamtlich Professor. Ab 1913 war an seinem Lehrstuhl Robert Michels bis in das Jahr 1929 als Professor für Nationalökonomie tätig.
Im Jahr 1919 wurde der bis dahin österreichische Staatsbürger Bauer Schweizer Bürger. Er blieb ledig und starb 1934 in Basel.

## Politische und publizistische Tätigkeit
Im Jahr 1893 gründete er gemeinsam mit Carl Grünberg, Ludo Moritz Hartmann und Emil Szanto die Zeitschrift für Social- und Wirthschaftsgeschichte.
Von 1900 bis in das Jahr 1925 war Bauer Generalsekretär der „Internationalen Vereinigung für Gesetzlichen Arbeiterschutz“, die in der Arbeitswelt mit wissenschaftlich-publizistischen Mitteln einen stärkeren Schutz von Industriearbeitern durchsetzen wollte. Von 1901 bis 1919 war er der Direktor des „Internationalen Arbeitsamtes“ in Basel, das von der „Internationalen Vereinigung“ betrieben wurde. Bauer war Herausgeber des Bulletin des Internationalen Arbeitsamtes. Das „Internationale Arbeitsamt“ ging im Zuge der Gründung des Völkerbundes in der Internationalen Arbeitsorganisation ILO auf, zu deren Gründern Stephan Bauer gehörte.
1903 gründete er gemeinsam mit wiederum Ludo Moritz Hartmann und Georg von Below die Zeitschrift Vierteljahrschrift für Sozial- und Wirtschaftsgeschichte (VSWG), die im Leipziger Verlag C.L. Hirschfeld erschien und die noch heute existiert.
In der Zeit unmittelbar vor dem Ersten Weltkrieg war Bauer führend auf dem Gebiet der Sozialpolitik. Er gründete nach dem Ersten Weltkrieg die Internationale Arbeitsorganisation ILO mit. Nachdem das Internationale Arbeitsamt ab 1919 als offizieller Bestandteil des Völkerbundes weitergeführt wurde, war er dort wissenschaftlicher Direktor.
Die beiden Lehrstühle für Nationalökonomie der Universität Basel profitierten von der Existenz des „Internationalen Arbeitsamtes“, wodurch Bauer die Entwicklung der Wirtschaftswissenschaften in Basel, aber auch die Entstehung der Soziologie in der Schweiz maßgeblich bestimmte.
Bauer war korrespondierendes Mitglied der Royal Economic Society.
Die Zeitschriften, die er gründete, wurden bedeutende deutschsprachige Publikationen zur Sozialgeschichte.